# Mabillon (stanice metra v Paříži)
Mabillon je nepřestupní stanice pařížského metra na lince 10 v 6. obvodu v Paříži. Nachází se na křižovatce ulic Rue du Four a Boulevard Saint-Germain.

## Historie
Stanice byla otevřena 10. března 1925, když byla linka 10 prodloužena o jednu stanici z Croix-Rouge (od roku 1939 je uzavřená) a 14. února 1926 pokračovalo rozšíření do sousední stanice Odéon.

## Název
Jméno stanice je odvozeno od názvu nedaleké ulice Rue Mabillon. Jean Mabillon (1632–1707) byl benediktinský učenec, vydavatel náboženských textů, zakladatel paleografie a diplomatiky.